# Amblychilepas
Amblychilepas is een geslacht van weekdieren uit de klasse van de Gastropoda (slakken).

## Soorten
- Amblychilepas compressa (Thiele, 1930)
- Amblychilepas crucis (Beddome, 1882)
- Amblychilepas javanicensis (Lamarck, 1822)
- Amblychilepas nigrita (G. B. Sowerby I, 1835)
- Amblychilepas oblonga (Menke, 1843)
- Amblychilepas omicron (Crosse & P. Fischer, 1864)
- Amblychilepas platyactis McLean & Kilburn, 1986